# Periana
Periana település Spanyolországban, Málaga tartományban. Periana Alcaucín, Alhama de Granada, Alfarnate, Viñuela, Cútar, El Borge, Riogordo, Alfarnatejo és Zafarraya községekkel határos. Lakosainak száma 3350 fő (2024).

## Népesség
A település népessége az elmúlt években az alábbi módon változott:
| Lakosok száma | 3318 | 3396 | 3525 | 3611 | 3560 | 3361 | 3124 | 3048 | 3234 | 3350 |
|               | 2001 | 2004 | 2007 | 2009 | 2012 | 2014 | 2017 | 2019 | 2022 | 2024 |